# Machiremisca
Machiremisca is een vliegengeslacht uit de familie van de roofvliegen (Asilidae).

## Soorten
- M. costalis (Theodor, 1980)
- M. decipiens (Wiedemann in Meigen, 1820)
- M. periscelis (Macquart in Lucas, 1849)
- M. verticillatus (Becker, 1907)